# Streptocarpus sumatranus
Streptocarpus sumatranus är en tvåhjärtbladig växtart som beskrevs av Brian Laurence Burtt. Streptocarpus sumatranus ingår i släktet Streptocarpus och familjen Gesneriaceae. Inga underarter finns listade i Catalogue of Life.